# پلکانی به بهشت (مجموعه تلویزیونی)
پلکانی به بهشت (کره‌ای: 천국의 계단) یک مجموعهٔ تلویزیونی کره جنوبی سال ۲۰۰۳ با بازی چوی جی وو، کوان سانگ وو، کیم ته هی و شین هیون جون است. این مجموعه از ۳ دسامبر ۲۰۰۳ تا ۵ فوریه ۲۰۰۴، روزهای چهارشنبه و پنجشنبه ساعت ۲۱:۵۵ (کی‌اس‌تی) از اس‌بی‌اس برای ۲۰ قسمت پخش شد. عنوان این مجموعه برگرفته از ترانه لد زپلین به نام پلکانی به بهشت است و اغلب در موسیقی پس‌زمینه پخش شده‌است.
پلکانی به بهشت یک اثر پربیننده بود و قسمت پایانی آن به به میانگین آمار بینندگان ۴۵٫۳٪ رسید و در کل به میانگین آمار بینندگان ۳۸٫۸٪ دست پیدا کرد.

## بازیگران

### اصلی
- کوان سانگ وو در نقش چا سونگ سو
  - بک سونگ هیون در نقش جوانی سونگ جو
- چوی جی وو در نقش هان جونگ سو / کیم جی سک
  - پارک شین هه در نقش جوانی جونگ سو
- شین هیون جون در نقش هان ته هوا / هان چول سو
  - لی وان در نقش جوانی ته هوا
- کیم ته هی در نقش هون یو ری
  - پارک جی می در نقش جوانی یو ری